# Ґюнтер Тірш
Ґюнтер Тірш (нім. Gunther Tiersch, 30 квітня 1954) — німецький академічний веслувальник.
Олімпійський чемпіон 1968 року в складі вісімки.
Чемпіон Європи 1967 року в складі вісімки.